# زمین‌لرزه ۱۳۶۲ بائیجان
زمین‌لرزه ایران  در تاریخ ۲۵ مارس ۱۹۸۳ میلادی، برابر با ‎۵ فروردین ۱۳۶۲، ساعت ۱۱:۵۷:۴۹ به زمان یوتی‌سی در ایران رخ داد. ژرفای این زلزله ۱۴٫۶ کیلومتر بود، و بزرگی آن ۵٫۴ در مقیاس Mw اعلام شده‌است. زمین‌لرزه به وقت محلی در روز جمعه، ساعت ۱۴٫۵ روی داده و منطقه زمانی آن یوتی‌سی +۳٫۵ بوده‌است.
سازمان زمین‌شناسی آمریکا نیز رومرکز این زمین‌لرزه را در مختصات ۳۵°۵۷′۱۱″شمالی ۵۲°۱۵′۵۰″شرقی / ۳۵٫۹۵۳°شمالی ۵۲٫۲۶۴°شرقی و ژرفای آن را در ۳۳ کیلومتر گزارش کرده‌است. بزرگی برگزیدهٔ این سازمان از میان بزرگی‌های محاسبه‌شدهٔ مختلف ۵٫۲ در مقیاس Mb بوده و از دید اثر، در میان چهار دسته‌بندی «نامحسوس»، «محسوس»، «زیان‌آور» یا «با تلفات»، زلزله را «با تلفات» اعلام کرده‌است.شمار بسیاری ساختمان در زمین‌لرزه آسیب دیده‌است.رانش زمین در آن به وجود آمده‌است.
پروژهٔ «تنسور گشتاور مرکزوار» زاویه‌های (راستا، شیب، ریک) گسل سازندهٔ زمین‌لرزه و صفحه عمود بر آن را (°۲۸۰، °۶۸، °۵) یا (°۱۸۸، °۸۶، °۱۵۷) و نوع گسل را «امتدادلغز» فرارسانده‌است.
شمار کشتگان زلزله حدود ۳۰ نفر و تعداد زخمیان ۶۱ نفر برآورده شده‌است.